# ديفيد بروستر
السير ديفيد بروستر (بالإنجليزية: David Brewster)‏ ـ (11 ديسمبر 1781 ـ 10 فبراير 1868) فيزيائي ورياضي وفلكي ومخترع وكاتب اسكتلندي تنسب إلى اسمه زاوية الاستقطاب فتسمى «زاوية بروستر». حصل على وسام رمفورد من الجمعية الملكية البريطانية سنة 1818 تقديراً لاكتشافاته في مجال استقطاب الضوء.

## روابط خارجية
- ديفيد بروستر على موقع الموسوعة البريطانية (الإنجليزية)